# Microweiseinae

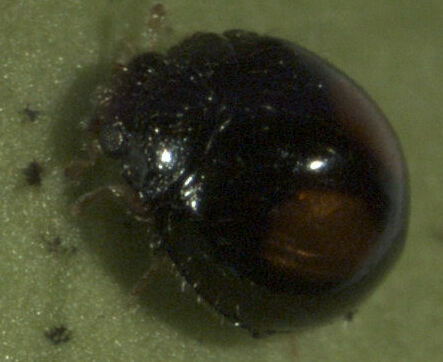
Serangium maculigerum

Die Microweiseinae sind eine Unterfamilie der Marienkäfer (Coccinellidae). Sie sind die kleinere der beiden Unterfamilien, in die die Marienkäfer seit 2007 geteilt werden, und umfassen nur rund 3,5 Prozent der Arten der gesamten Familie. 

## Beschreibung
Die Arten der Unterfamilie Microweiseinae sind sehr klein, sie erreichen kaum eine Länge von 1,5 Millimetern. Sie sind nicht so auffällig gefärbt, wie die meisten anderen Vertreter der Marienkäfer. Es dominieren einfarbige Arten in Braun, Oliv und Schwarz. Ihre Körperoberfläche ist behaart. Sie ähneln oft eher den Faulholzkäfern (Corylophidae) oder manchen Stäublingskäfern (Endomychidae) als den Marienkäfern. So wurde Delphastus hirtulus 1901 zu den Stäublingskäfern gestellt und kam erst 2011, nach einer neuerlichen Beschreibung, wieder zu den Marienkäfern. Bei vielen Arten ist der Kopf weit in den Prothorax zurückgezogen oder nach unten, gegen die Bauchseite hin geknickt.

## Verbreitung
Die Microweiseinae sind in tropischen und subtropischen Ökosystemen heimisch. Sie kommen in Afrika, Asien, Australien, Südamerika und im südlichen Nordamerika vor.

## Lebensweise
Die Arten der Microweiseinae ernähren sich wie zahlreiche andere Arten der Marienkäfer sowohl im Larvenstadium als auch als adulte Tiere von Blattläusen und deren Larven. Trotz ihrer geringen Größe werden einige Arten im Biologischen Pflanzenschutz eingesetzt. So kommen die Arten der Gattungen Serangium und Delphastus zur Bekämpfung verschiedener Mottenschildläuse vor allem in Glashäusern zum Einsatz.

## Systematik
Nach den Ergebnissen morphologischer und molekularbiologischer Studien gehören 23 Gattungen mit rund 150 Arten zu den Microweiseinae.
Gattungen und ausgewählte Arten:
- Tribus Carinodulini Gordon, Pakaluk & Ślipiński, 1989[5]
  - Carinodula Gordon, Pakaluk & Ślipiński, 1989
    - Carinodula campbelli Gordon et al., 1989, Teopisca, Mexiko

  - Carinodulina Ślipiński & Jadwiszczak, 1995
    - Carinodulina burakowskii Ślipiński & Jadwiszczak, 1995, Thailand

  - Carinodulinka Ślipiński & Tomaszewska, 2002
    - Carinodulinka baja Ślipiński & Tomaszewska, 2002, Baja California, Mexiko

  - Ruthmuelleria Jałoszyński & Ślipiński, 2014
    - Ruthmuelleria grootdrifensis Jałoszyński & Ślipiński, 2014[6] (Südafrika)

- Tribus Microweiseini Leng, 1920
  - Allenius
  - Cathedrana
    - Cathedrana natalensis KwaZulu-Natal, Südafrika

  - Coccidophilus Brèthes, 1905
    - Coccidophilus citricola Brèthes, 1905, Rio de Janeiro, Brasilien

  - Gordoneus
    - Gordoneus schwarzi (Gordon), Arizona, USA

  - Hikonasukuna Alishan, Taiwan
  - Hong Ślipiński, 2007 
    - Hong glorius Ślipiński, 2007, Süd-Queensland, Australien

  - Microcapillata Gordon, 1977
    - Microcapillata clypealis Gordon, 1977, Mexiko und USA

  - Microfreudea Fürsch, 1985 
    - Microfreudea cyclica Fürsch, 1985, Transvaal, Südafrika

  - Microweisea
    - Microweisea misella (LeConte), Tehuacán, Mexiko
    - Microweisea planiceps (Casey), Kalifornien, USA

  - Nipus
    - Nipus biplagiatus (Casey), Kalifornien, USA

  - Orculus
    - Orculus castaneus Sicard, Elfenbeinküste

  - Paracoelopterus Normand, 1936
    - Paracoelopterus inconspicuus (Pope), Südafrika

  - Paraphellus Chazeau, 1981
    - Paraphellus rostratus (Lea), New South Wales, Australien

  - Parasidis, Brèthes, 1915 Región del Bío-Bío, Chile
  - Pharellus Sicard, 1928 
    - Pharellus popei Ślipiński & Tomaszewska, NT, Australien

  - Scymnomorphus Weise, 1897
    - Scymnomorphus rotundatus Weise, 1897, Kikuyu, Gatamayu, Kenia

  - Stictospilus Brèthes, 1925
    - Stictospilus darwini Brèthes, 1925, Chiloé, Chile

- Tribus Serangiini Pope, 1962
  - Delphastus, Casey, 1899, 
    - Delphastus catalinae (Horn), Florida, USA
    - Delphastus hirtulus (Kirsch, 1876),[3] Pozuzo, Peru

  - Serangium Blackburn, 1889
    - Serangium mysticum, Blackburn, 1889, Tasmanien, Australien
    - Serangium maculigerum, Blackburn, 1892,

  - Serangiella Chapin, 1940
    - Serangiella flavescens Chapin, 1940, Sri Lanka

## Belege